# Phyllophaga nevermanni
Phyllophaga nevermanni är en skalbaggsart som beskrevs av Saylor 1935. Phyllophaga nevermanni ingår i släktet Phyllophaga och familjen Melolonthidae. Inga underarter finns listade i Catalogue of Life.